# Nissan Patrol
De Nissan Patrol is een vierwielaangedreven terreinwagen van Nissan Motor. De eerste generatie verscheen in 1960, als opvolger van de Nissan Jeep, die vanaf 1952 in productie was genomen. Sindsdien hebben vier generaties elkaar opgevolgd. De auto is vergelijkbaar met Japanse off-roaders zoals de Toyota Land Cruiser, maar ook zowel SUV's uit de Verenigde Staten of die van Jeep en Land Rover.
De vijfde huidige generatie (Y62) wordt sinds 2010 verkocht. Hij wordt niet in Europa en de Verenigde Staten ingevoerd, aangezien de Nissan Armada daar op laatstgenoemde verkocht wordt.

## Afbeeldingen

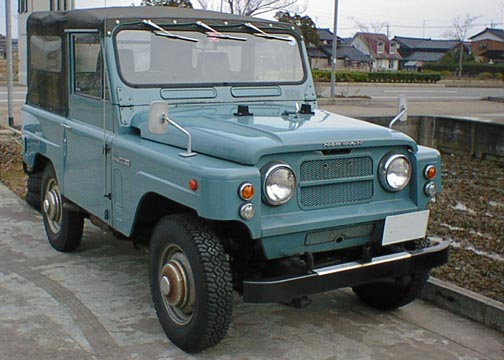
Eerste generatie: 60 (1960-1980)
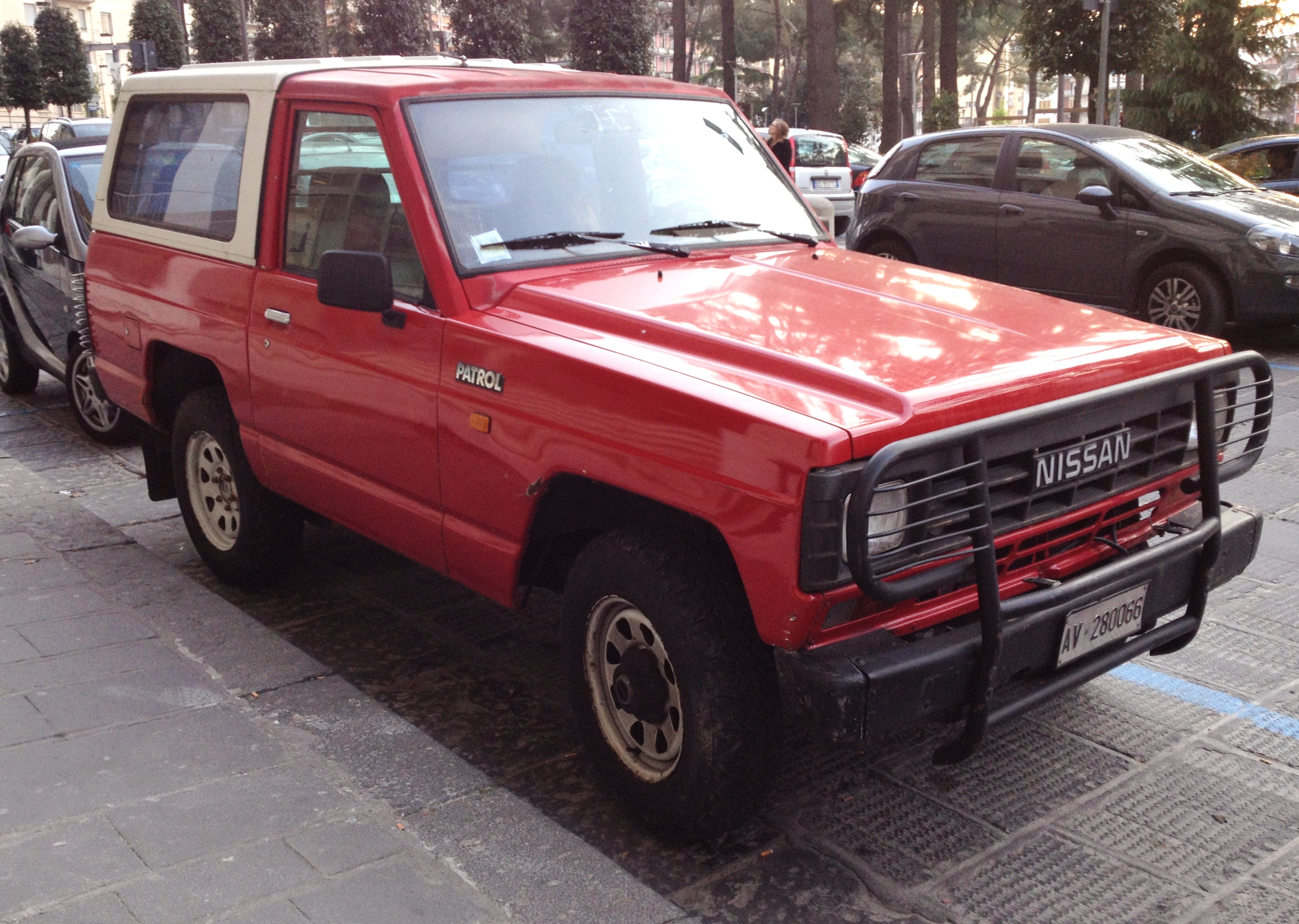
Tweede generatie: 160 (1980-1989)
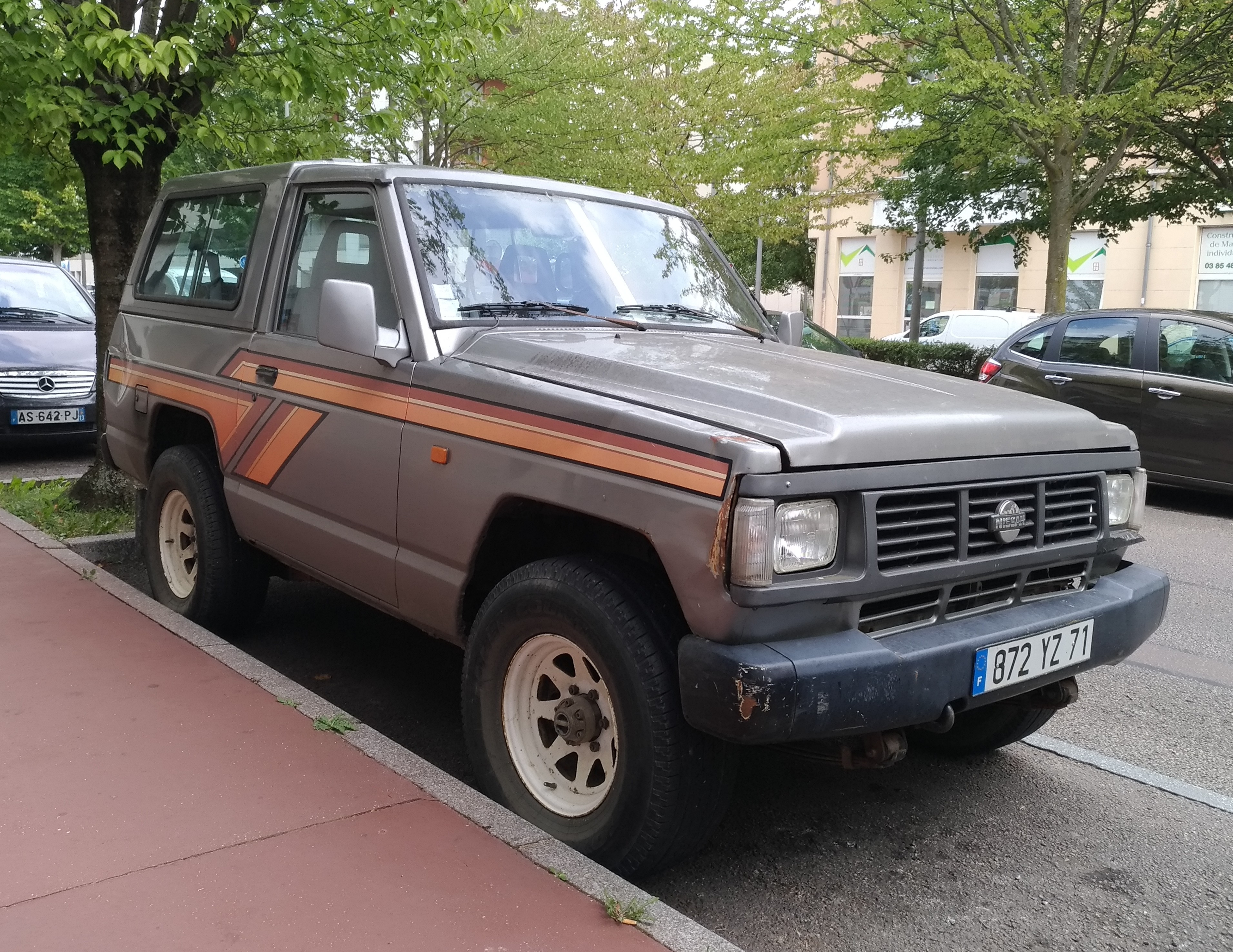
Tweede generatie: 260 (1986-2002)
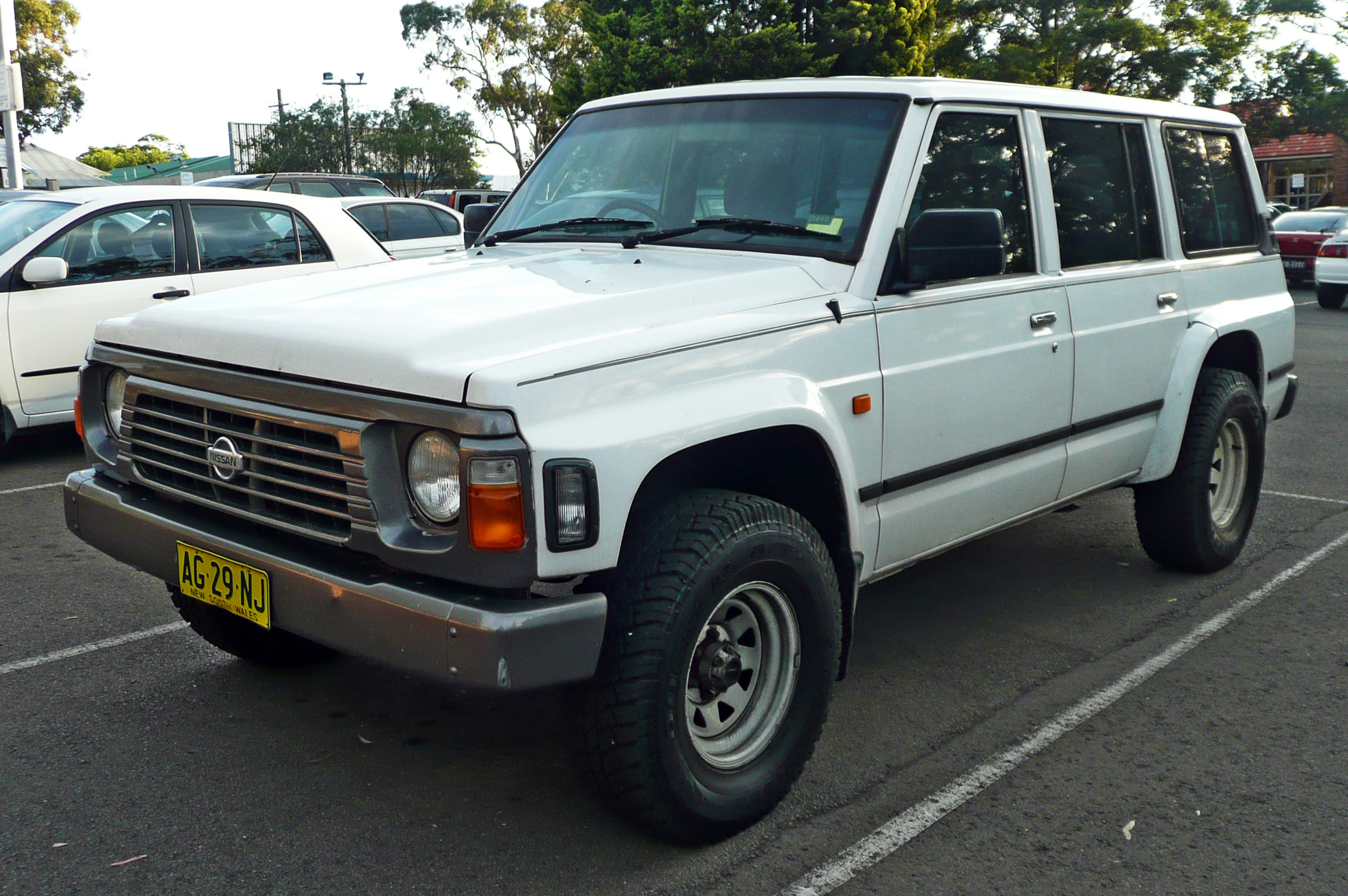
Derde generatie: Y60 (1987-1997)
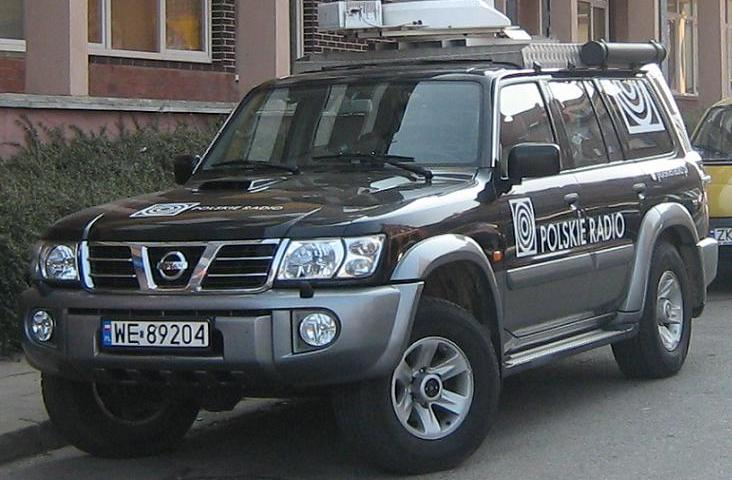
Vierde generatie: Y61 (1997-2016)
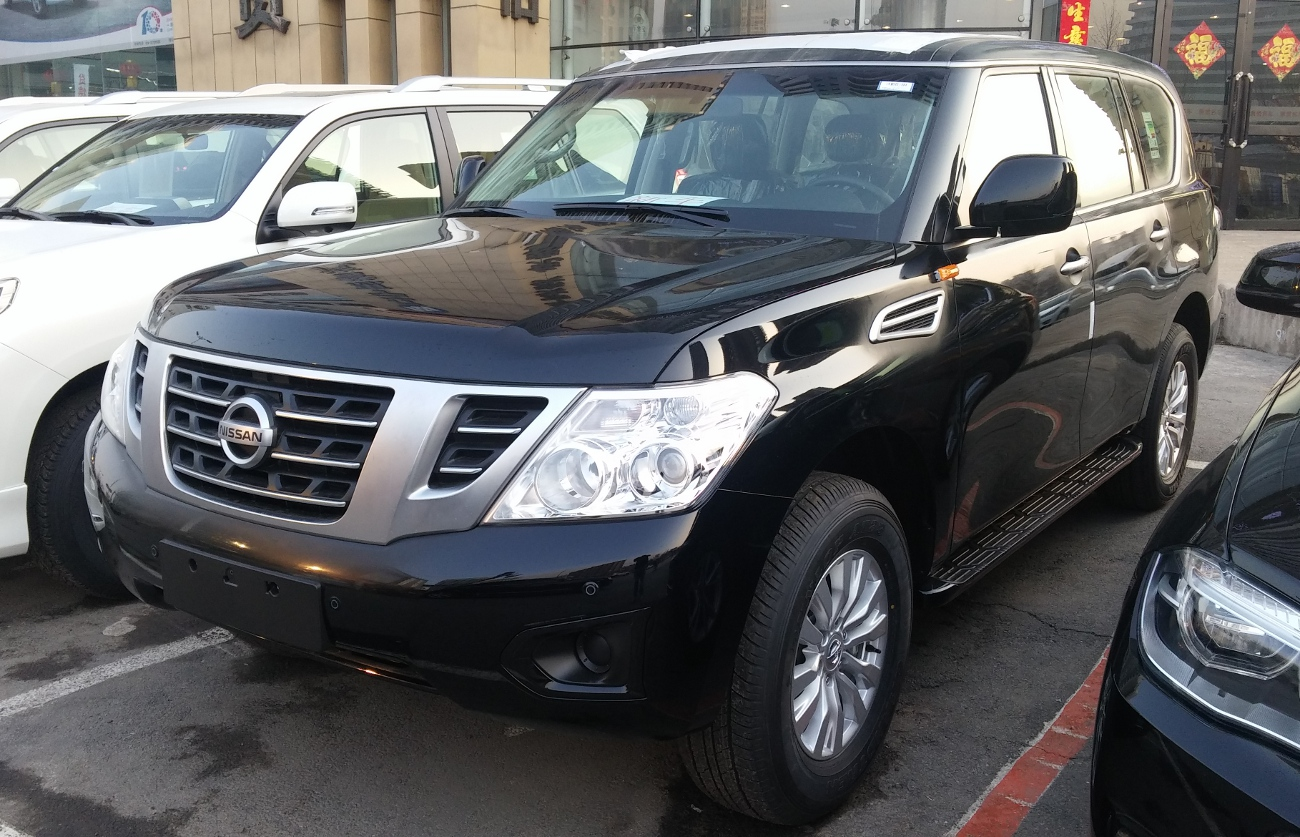
Vijfde generatie: Y62 (2010-)

Huidige modellen Europa:
370Z ·
Ariya ·
Cabstar ·
Cube ·
GT-R ·
Interstar ·
Juke ·
Leaf ·
Micra ·
Murano ·
Navara ·
Note ·
NV200 ·
NV300 ·
NV400 ·
Pathfinder ·
Primastar ·
Qashqai ·
Townstar ·
X-Trail

Huidige modellen internationaal:
Altima ·
Armada ·
Bluebird ·
Caravan ·
Elgrand ·
Fuga ·
Maxima ·
NV ·
Patrol ·
Rogue ·
Sentra ·
Serena ·
Skyline ·
Skyline ·
Skyline Crossover ·
Sunny ·
Teana ·
Tiida ·
Titan ·
Xterra

Concepten:
Forum ·
Jikoo ·
Pivo ·
Urge

Uit productie:
100NX ·
200SX ·
300ZX ·
350Z ·
Almera ·
Almera Tino ·
Bluebird ·
Cedric ·
Cherry ·
Cima ·
Gloria ·
Kubistar ·
Laurel ·
Pixo ·
Prairie ·
Primera ·
Pulsar ·
Silvia ·
Stanza ·
Terrano ·
Vanette